# Sven Lundgren
Sven Emil Lundgren (Bromma, 29 settembre 1896 – Bromma, 18 giugno 1960) è stato un mezzofondista svedese.

## Palmarès
- Giochi olimpici

Anversa 1920: bronzo nei 3 000 metri a squadre.